# Церква Святого Хреста (Нин)
Це́рква Свято́го Хреста́ (хорв. Crkva Svetog Križa) — історична римо-католицька церква у хорватському місті Нин, яка бере свій початок із ІХ століття. Збудована у дороманському стилі.
На думку історика мистецтва Младена Пеяковича, конструкція має навмисно незрівноважену еліптичну форму, призначену «слідувати» за положенням Сонця, зберігаючи функціональність календаря і сонячного годинника. На своєму початку, в часи Хорватського князівства, храм використовувався як придворна каплиця князівського двору, що неподалік.
Церква належить до центрального типу, її відмітною рисою є хорватське сплетіння (або просто «троплет») і різьблене ім'я хорватського жупана Годечай (хорв. Godečaj).
Церква відома під прізвиськом «найменшого собору у світі», але насправді нині вона не є резиденцією єпископа Нина.

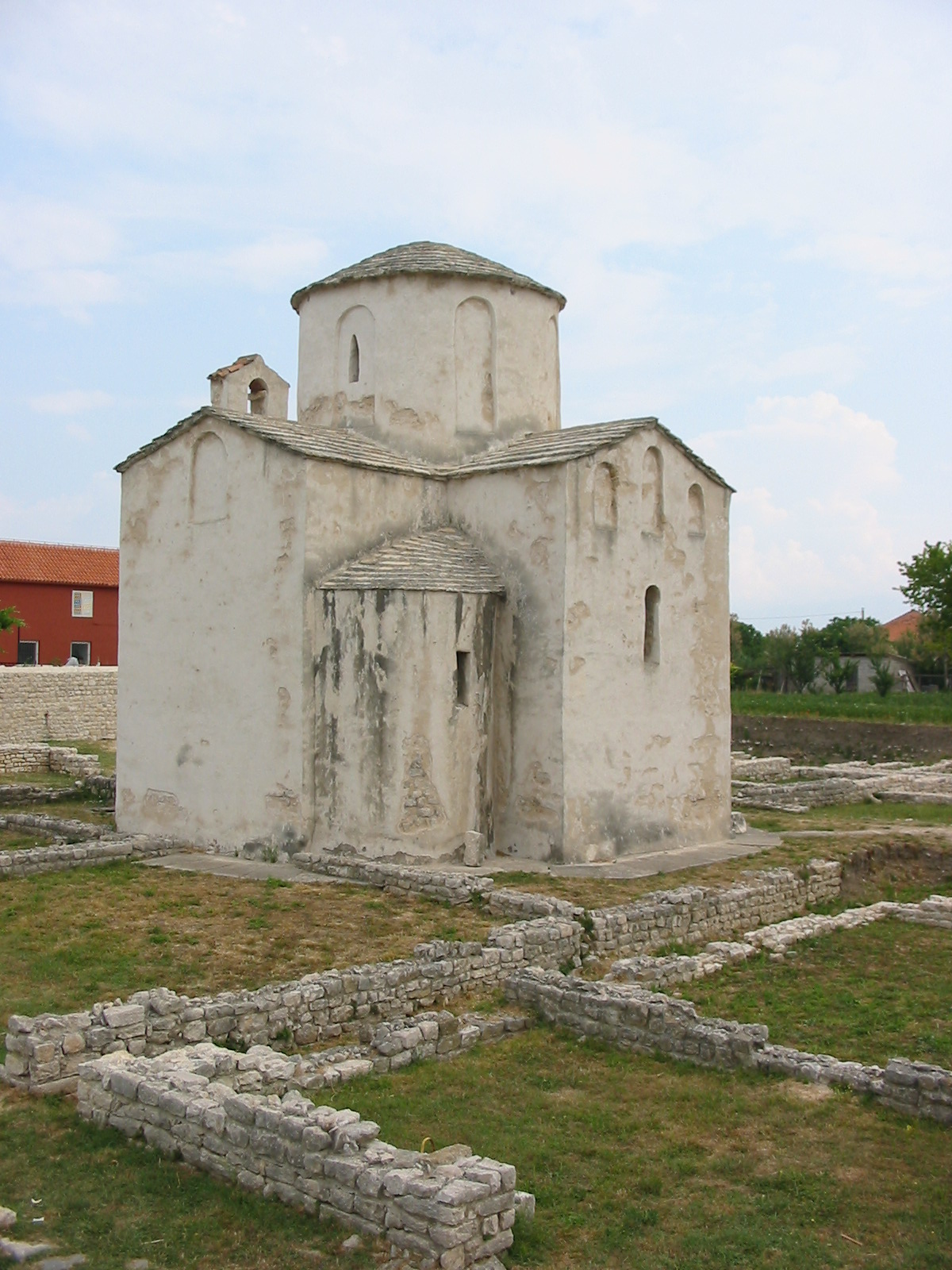
Вигляд ззаду
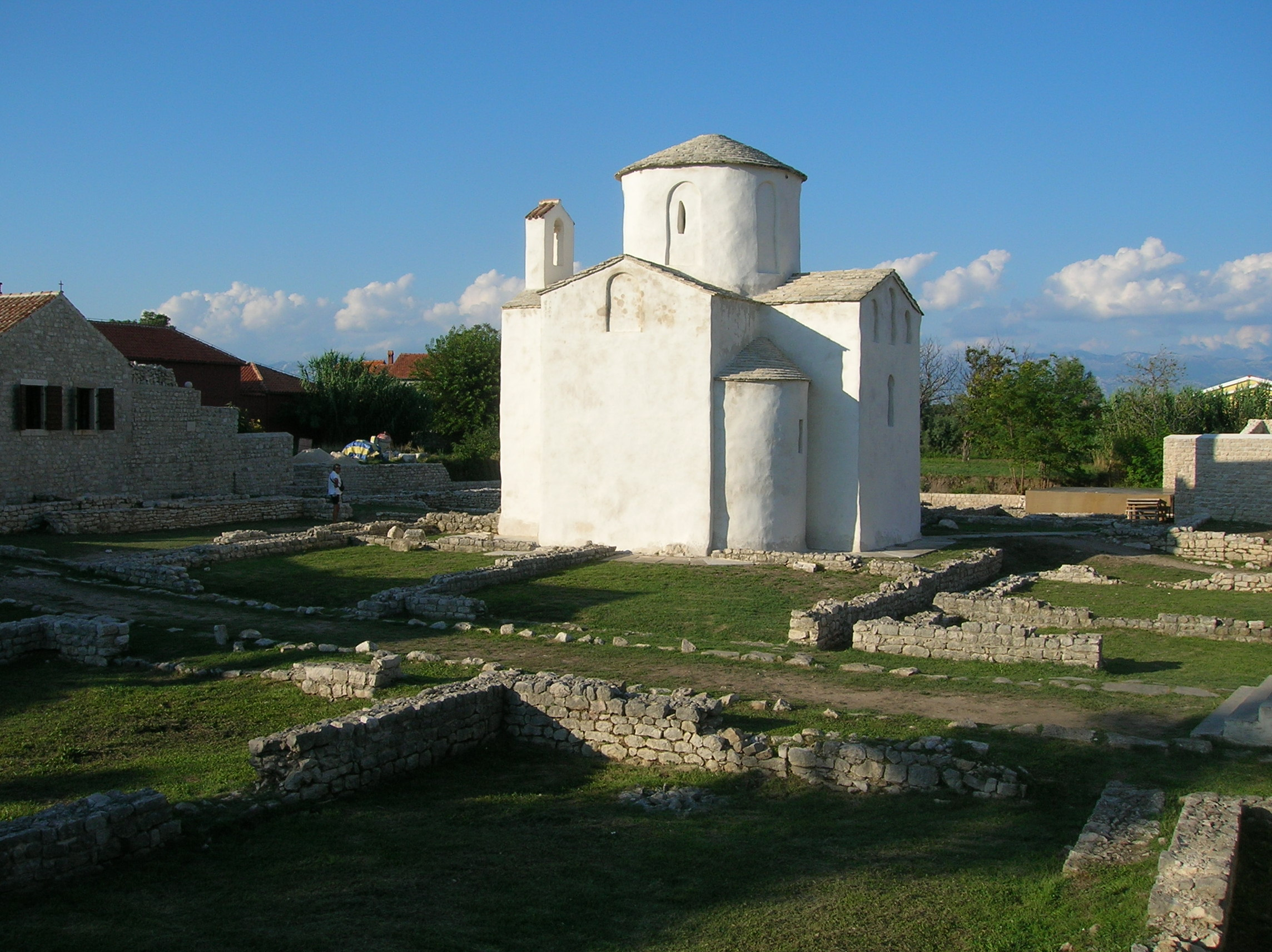
Вигляд справа
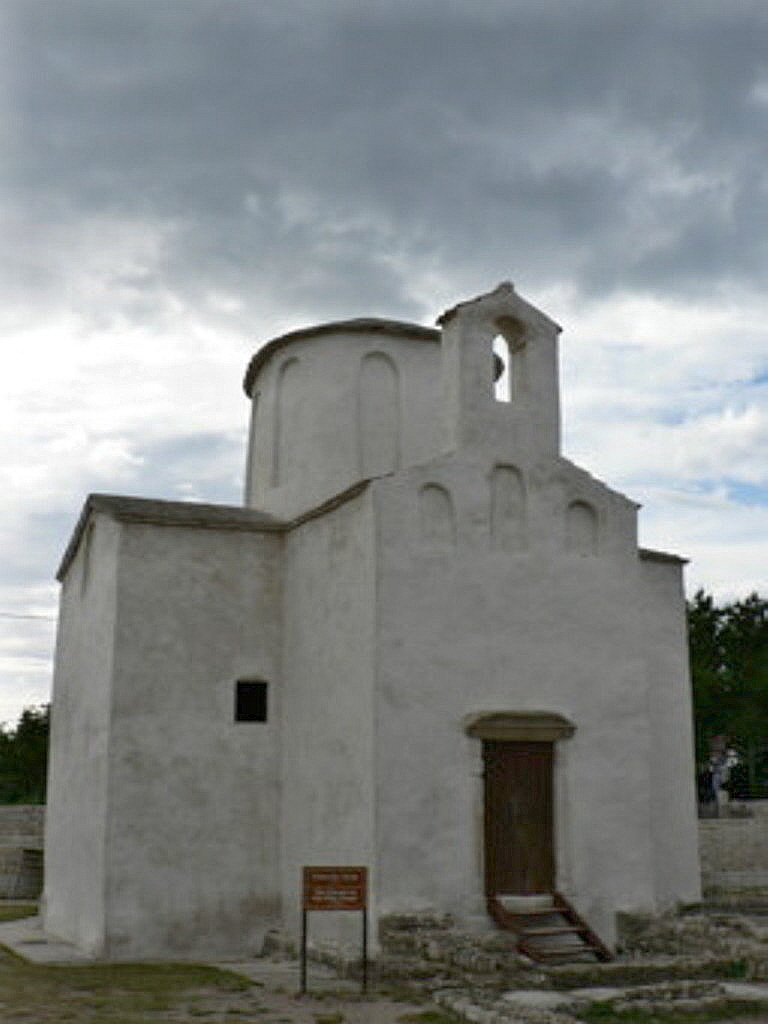
Вхід з вівтарною огорожею
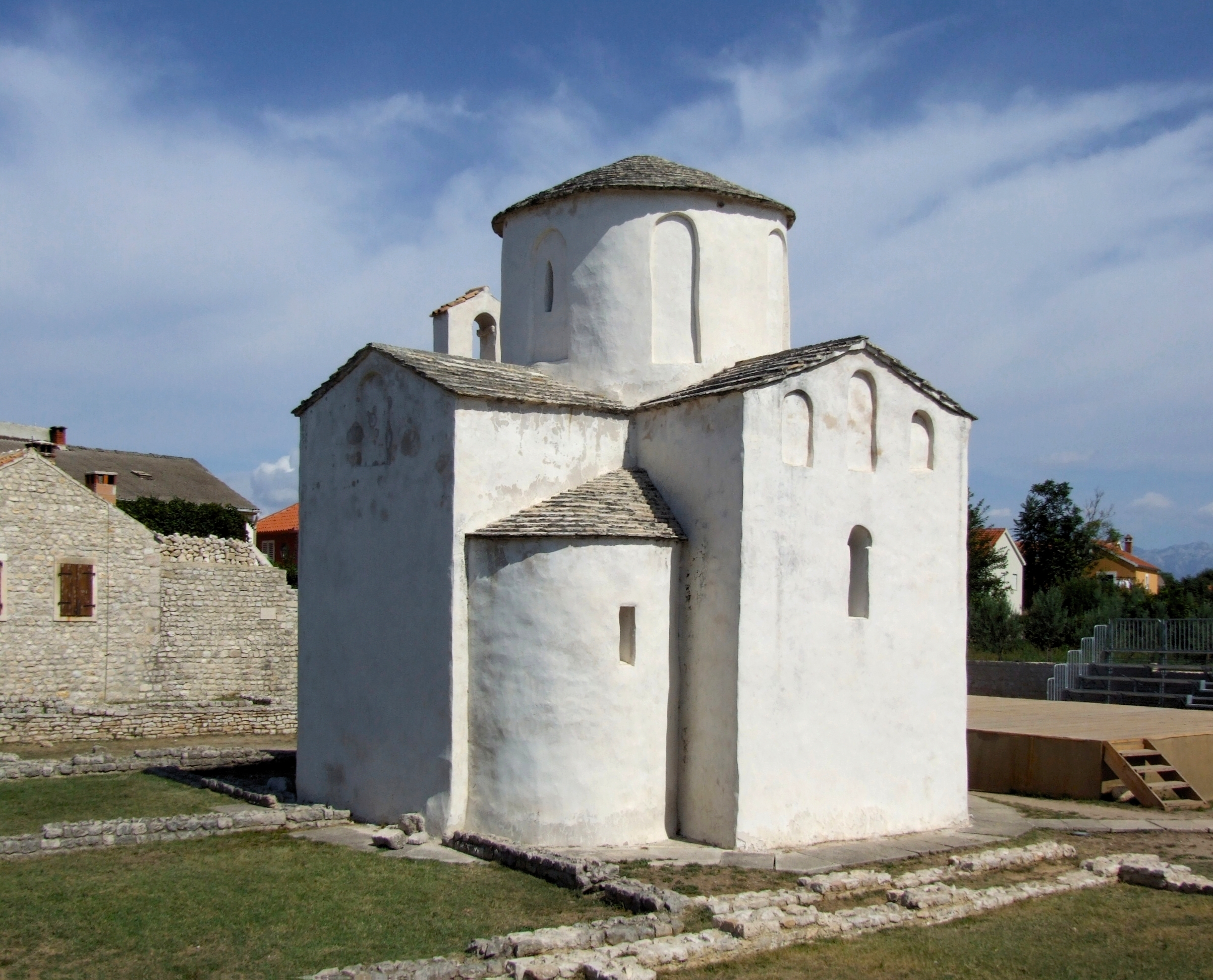
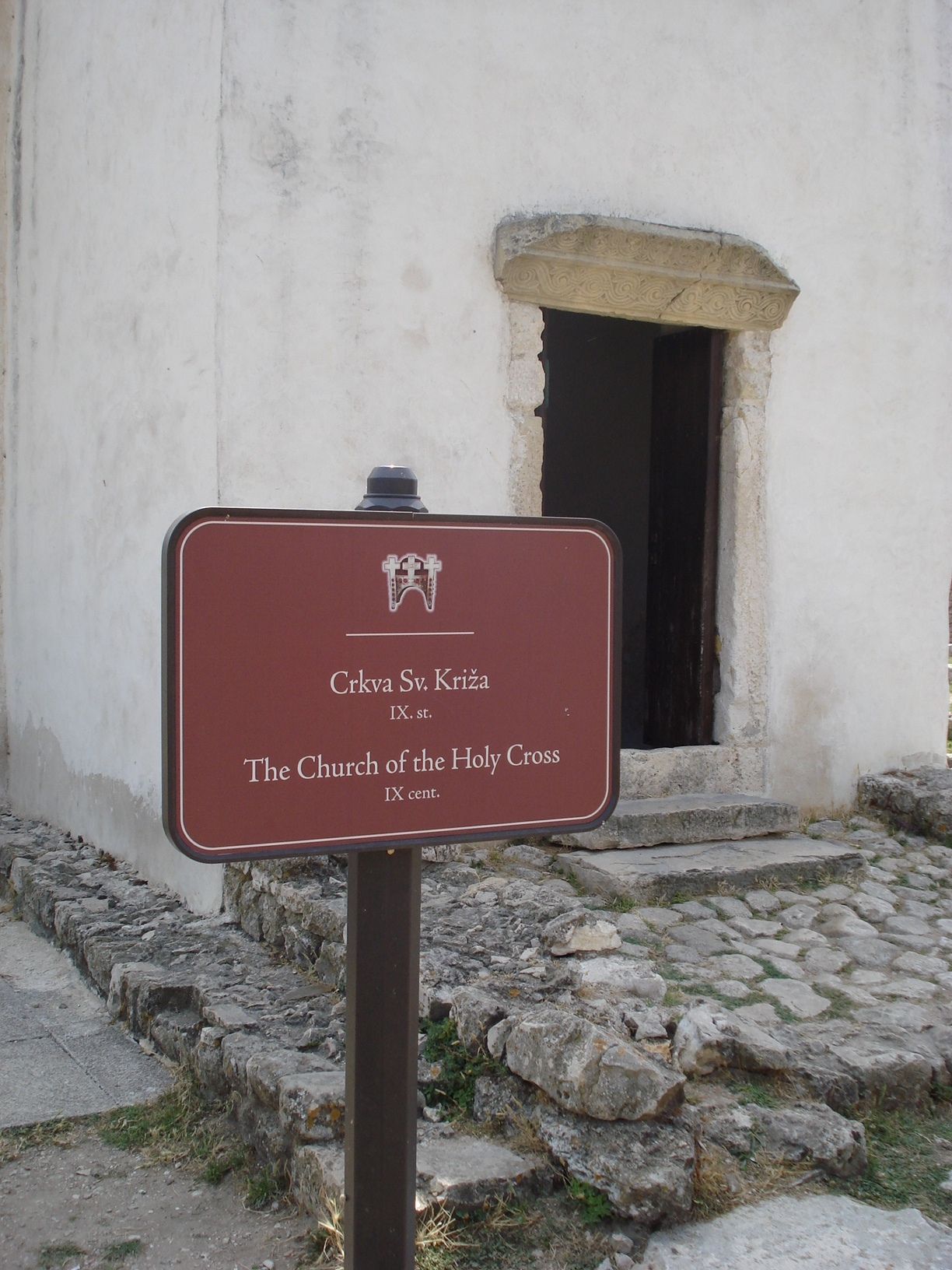
Дошка на вході
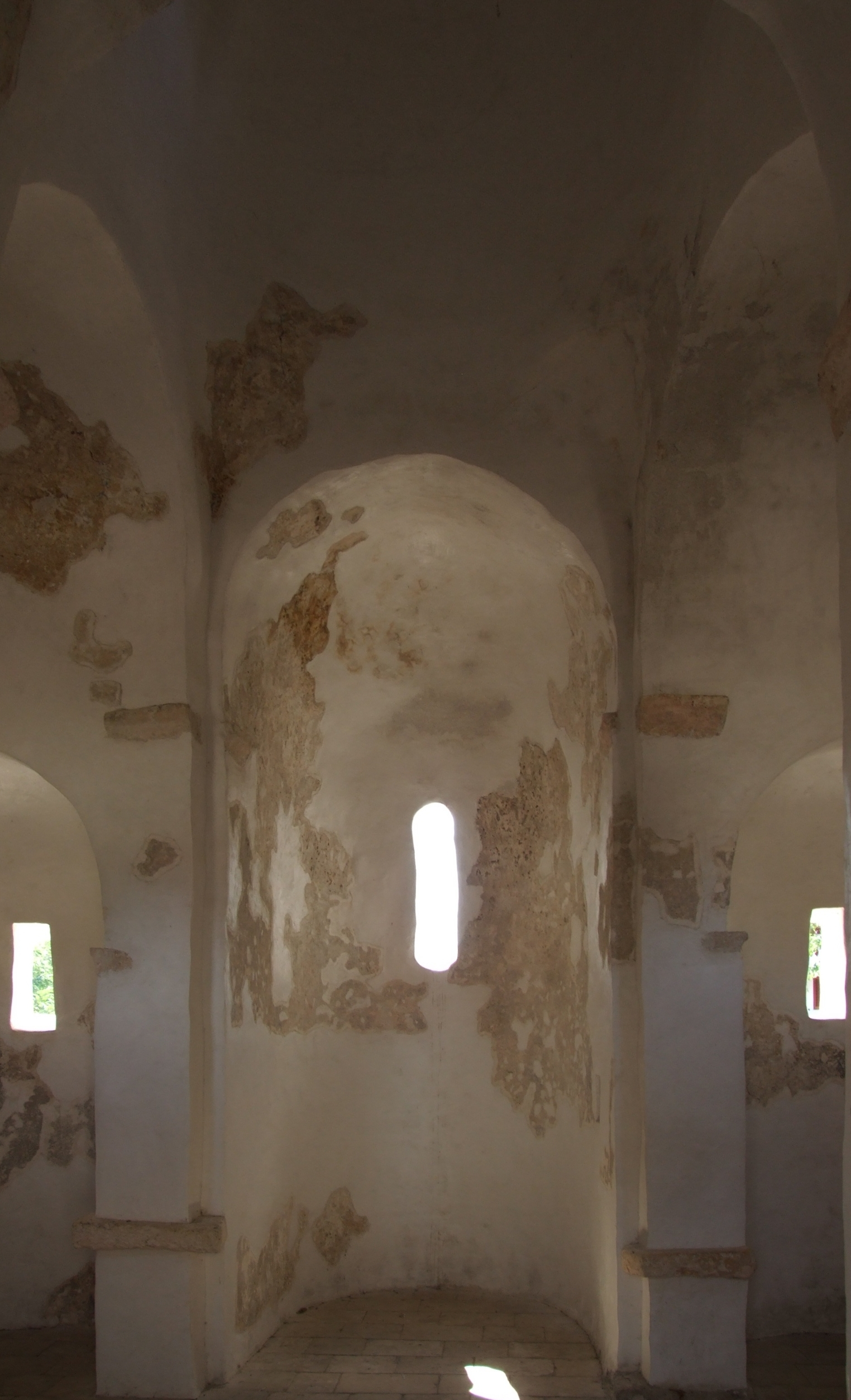
Інтер'єр